# Isabelle Méjean

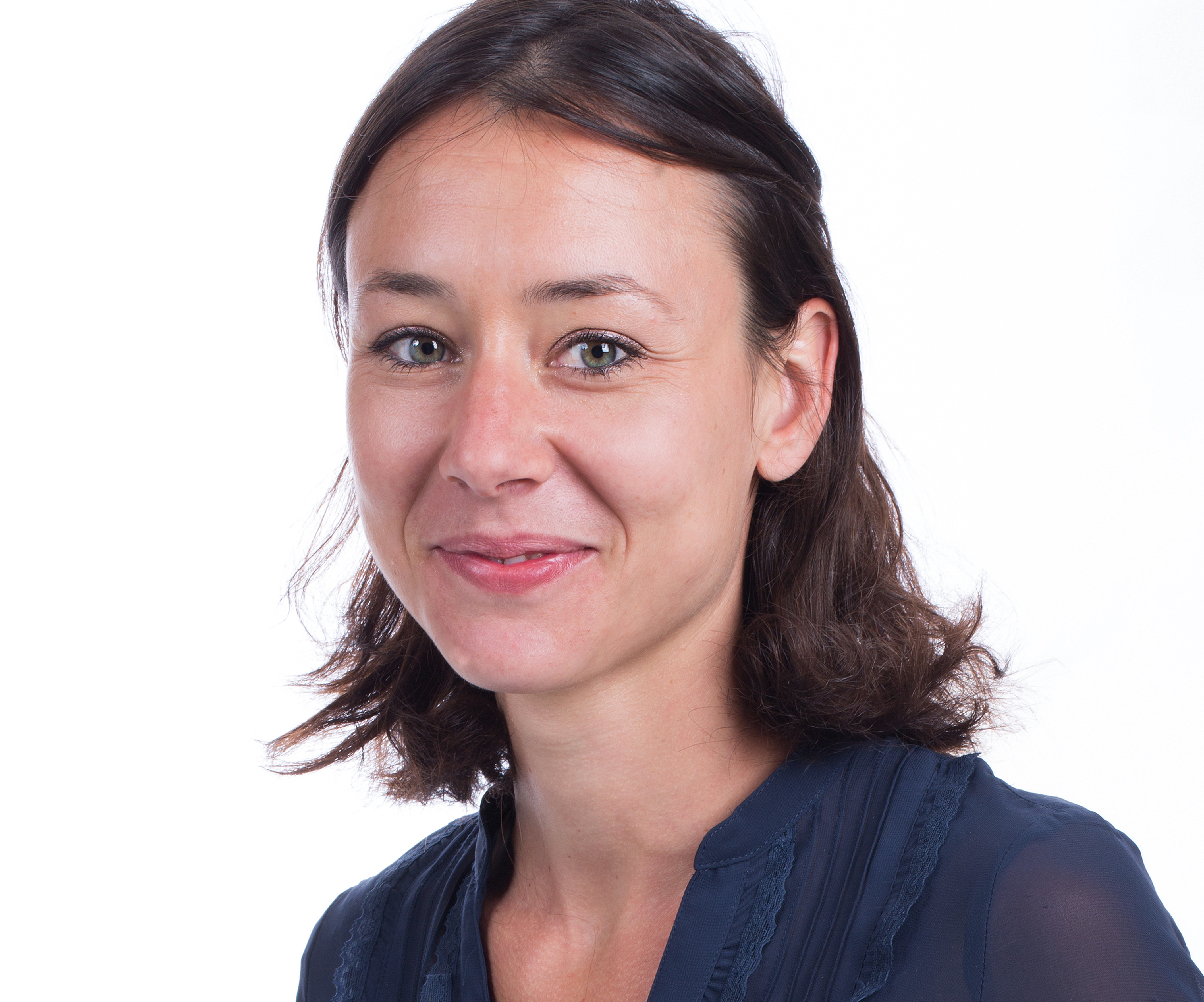
Isabelle Méjean (2016)

Isabelle Jeanne Méjean (* 29. November 1980 in Nancy) ist eine französische Wirtschaftswissenschaftlerin und Hochschullehrerin.

## Werdegang, Forschung und Lehre
Méjean studierte an der Université Paris 1 Panthéon-Sorbonne, an der sie 2003 als Master in Wirtschaftswissenschaft graduierte. Anschließend blieb sie zum Ph.D.-Studium an der Hochschule, das sie 2006 erfolgreich beendete. Bis zum Sommer 2007 war sie als Forscherin am Centre d'études prospectives et d'informations internationales tätig, anschließend wechselte sie als Assistant Professor an die École polytechnique. Parallel habilitierte sie an der Sorbonne, dort reichte sie 2012 ihre Habilitationsschrift ein. 2014 stieg sie zum Associate Professor mit Tenure-Track auf, 2017 wurde sie an der École polytechnique zur ordentlichen Professorin berufen.
Méjeans Arbeitsschwerpunkte liegen im Bereich Makroökonomie und internationalem Handel, dabei beschäftigte sie sich bisher insbesondere mit internationalem Lohn- und Standortwettbewerb.
Für ihre Arbeit erhielt Méjean mehrere Preise und Forschungsstipendien, unter anderem vom Europäischen Forschungsrat. 2017 gehörte sie zu den vier Nominierten für den letztlich an Antoine Bozio verliehenen Prix du meilleur jeune économiste de France, drei Jahre später wurde ihr letztlich die Auszeichnung zuerkannt.